# Sylvia melanocephala

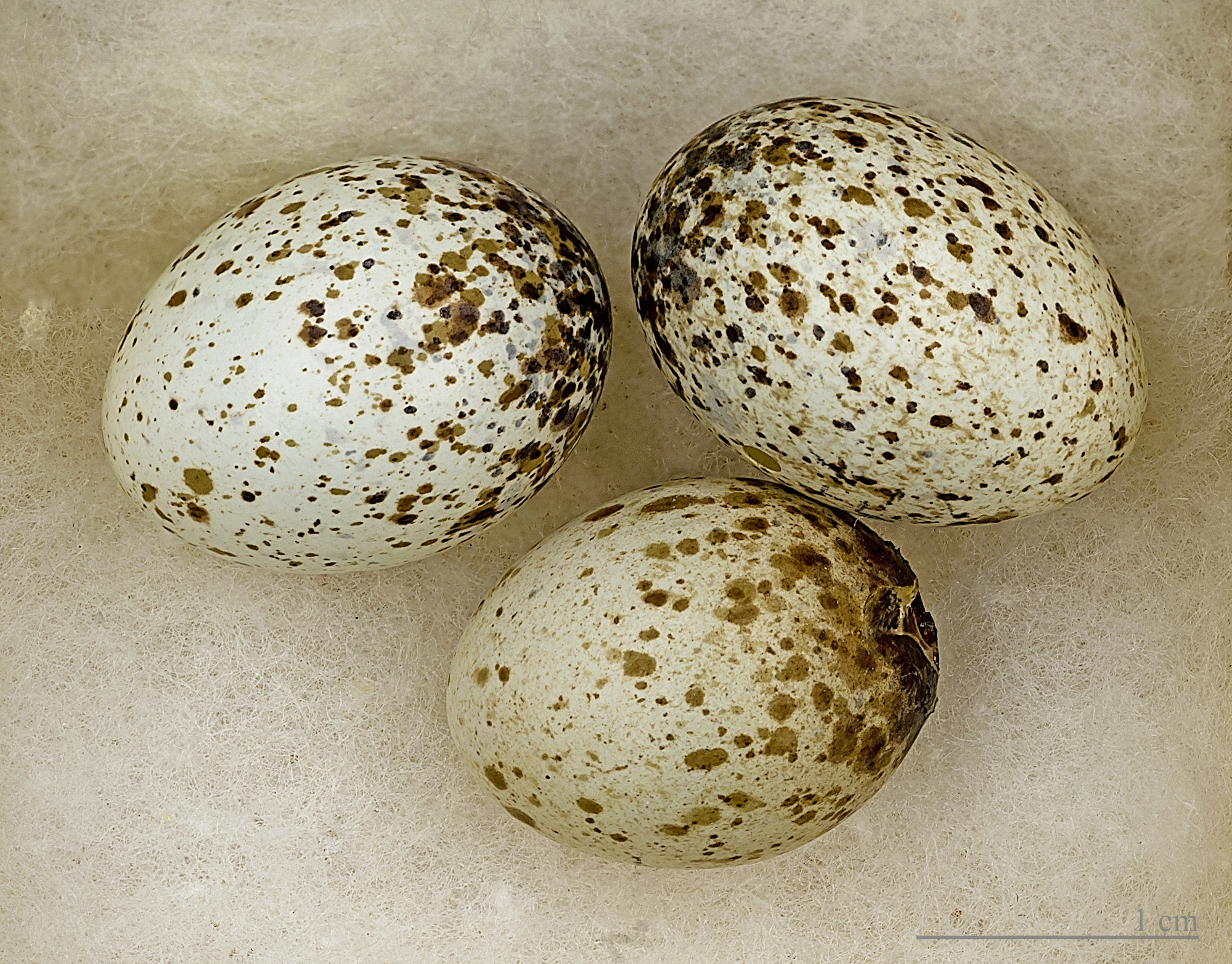
Sylvia melanocephala

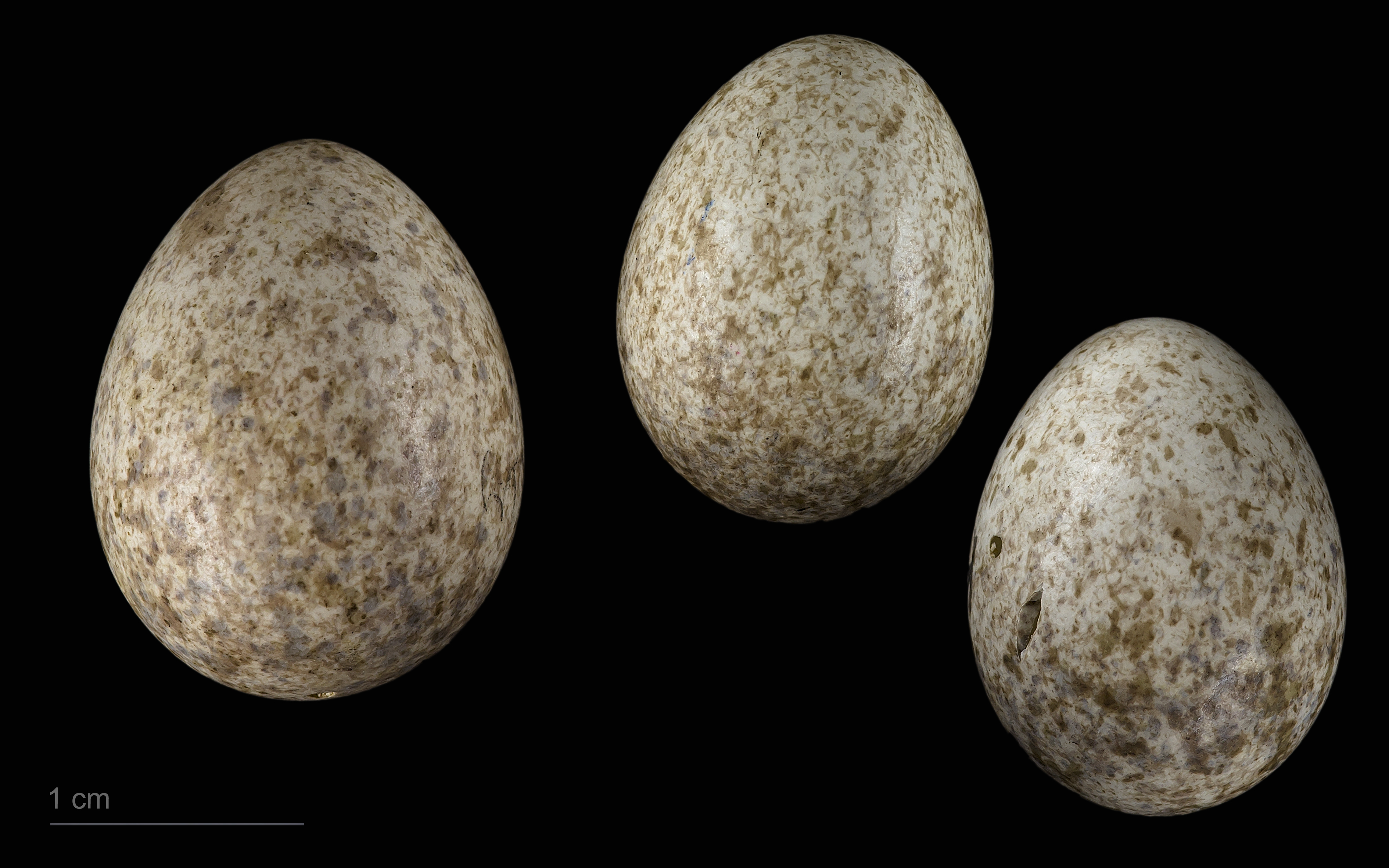
Cuculus canorus canorus + Sylvia melanocephala

Sylvia melanocephala là một loài chim trong họ Sylviidae.

## Phân bố và môi trường sống
Loài này sinh sản ở khu vực cực nam châu Âu và chỉ một chút ở châu Á tại Thổ Nhĩ Kỳ và phía đông Địa Trung Hải. Loài chim nhỏ biết hót này, không giống như hầu hết các loài "chim chích" khác, không phải là chim di cư đặc thù, nhưng một cá thể trú đông ở miền bắc châu Phi, và xuất hiện như chim du cư xa phạm vi sinh sản, cho đến tận đảo Anh.

## Tập tính và sinh thái học
Đây là loài chim sinh sống ở vùng đồng quê và nơi canh tác thông thoáng, với những bụi cây để làm tổ. Tổ được xây dựng trong bụi cây thấp hoặc bụi gai, và 3-6 trứng mỗi tổ. Giống như hầu hết các loài chim chích, nó là loài ăn sâu bọ, nhưng cũng ăn cả quả và trái cây mềm khác.

## Phân loài
Phân chia thành phân loài lấy theo Cabot J. (2005)
- S. m. melanocephala (Gmelin, 1789): Từ bán đảo Iberia qua miền bắc Địa Trung Hải tới miền tây Thổ Nhĩ Kỳ. Mở rộng tới Maghreb từ Iberia và vào Libya từ Italia thông qua Sicilia. Di cư tới Sahel và các ốc đảo trong Sahara trong mùa đông. Phân loài nguyên chủng.
- S. m. pasiphae Stresemann & Schiebel, 1925: Đảo Crete.
- S. m. leucogastra (Ledru, 1810): Quần đảo Canary, chim thường trú, nhưng có lẽ có mức độ du cư nhất định giữa các đảo miền dông và Maghreb. Có thể là hơn một phân loài.
- S. m. momus (Hemprich & Ehrenberg, 1833): Vùng Cận Đông. Chủ yếu là chim thường trú.
- S. m. norrisae Nicoll, 1917: Ai Cập (vùng Faiyum). Có thể chỉ là một kiểu hình khu vực của C. m. momus. Tuyệt chủng khoảng năm 1940.
- S. m. valverdei Cabot & Urdiales, 2005: Tách ra gần đây từ C. m. melanocephala. Từ Tiznit (Maroc) về phía nam tới chí tuyến Bắc, trong nội lục tới rìa Sahara. Thường trú, nhưng có sự dịch chuyển nhất định theo mùa.